# 1652-es busz
Az 1652-es jelzésű autóbuszvonal távolsági autóbuszjárat Bonyhád és Szeged között, melyet a MÁV Személyszállítási Zrt. lát el.

## Közlekedése
A járat Bonyhádot és Szegedet köti össze. 
Naponta egy járatpár szállítja az utasokat, a hetek utolsó iskolai előadási napján, a hetek első iskolai előadási napját megelőző napon, és tanév tartama alatt a hetek első munkanapját megelőző napon több járat közlekedik.
Útvonalának hossza 194 km, menetideje 3 óra 40 perc. A tanítási időszakban közlekedő járatok 2 óra 42 perc – 3 óra 20 perc  alatt teszik meg az utat. A hetek utolsó tanítási napján közlekedő járatpár Szekszárd és Szeged között szállítja az utasokat. 
Jelenlegi útvonalán 2023. december 10. óta közlekedik, előtte a hetek első tanítási napján Kaposvárról közlekedett az egyik járat.

## Megállóhelyei
| 1652 (Bonyhád – Szekszárd –Baja – Szeged) | 1652 (Bonyhád – Szekszárd –Baja – Szeged) | 1652 (Bonyhád – Szekszárd –Baja – Szeged) | 1652 (Bonyhád – Szekszárd –Baja – Szeged) | 1652 (Bonyhád – Szekszárd –Baja – Szeged) | 1652 (Bonyhád – Szekszárd –Baja – Szeged) | 1652 (Bonyhád – Szekszárd –Baja – Szeged) | 1652 (Bonyhád – Szekszárd –Baja – Szeged) | 1652 (Bonyhád – Szekszárd –Baja – Szeged) |
| sz.                                       | sz.                                       | sz.                                       | sz.                                       | Megállóhely                               | sz.                                       | sz.                                       | sz.                                       | Átszállási kapcsolatok |
| ----------------------------------------- | ----------------------------------------- | ----------------------------------------- | ----------------------------------------- | ----------------------------------------- | ----------------------------------------- | ----------------------------------------- | ----------------------------------------- | --- |
| 0                                         |                                           | 0                                         | 0                                         | Bonyhád, autóbusz-állomás végállomás      | 34                                        |                                           | 6                                         | 1, 2, 3, 4, 6 1134, 1136, 1568, 1707, 1843 5420, 5421, 5426, 5430, 5431, 5432, 5434, 5470, 5471, 5475, 5476, 5485, 5490, 5491, 5495, 5496, 5624, 5625, 5626, 5630, 5631, 5634, 5710, 5711, 5924 |
| 1                                         |                                           | 1                                         | 1                                         | Kakasd, autóbusz-váróterem                | 33                                        |                                           | 5                                         | 1134, 1136, 1707 5420, 5421, 5427, 5430, 5431, 5434, 5624, 5630, 5631, 5634 |
| ∫                                         |                                           | 2                                         | ∫                                         | Szekszárd, Újvárosi temető                | ∫                                         |                                           | ∫                                         | 16, 19 1136 5353, 5377, 5400, 5403, 5404, 5405, 5406, 5407, 5408, 5419, 5420, 5421, 5422, 5426, 5429, 5430, 5431, 5434, 5435, 5436, 5438, 5439, 5440, 5441, 5442, 5445, 5446, 5447, 5448, 5458, 5624, 5630 |
| ∫                                         |                                           | 3                                         | ∫                                         | Szekszárd, újvárosi templom               | ∫                                         |                                           | ∫                                         | 16 1121, 1136 5353, 5359, 5377, 5400, 5403, 5404, 5405, 5406, 5407, 5408, 5419, 5420, 5421, 5422, 5426, 5429, 5430, 5431, 5434, 5435, 5436, 5438, 5439, 5440, 5441, 5442, 5445, 5446, 5447, 5448, 5458, 5624, 5630, 5923 |
| 2                                         | 0                                         | 4                                         | 2                                         | Szekszárd, autóbusz-állomás végállomás    | 32                                        | 4                                         | 4                                         | 1, 1B, 4, 4B, 6, 6B, 7, 16, 17 1121, 1125, 1131, 1134, 1136, 1506, 1547, 1566, 1568, 1707, 1731, 1843 5353, 5400, 5403, 5404, 5405, 5406, 5407, 5410, 5411, 5412, 5413, 5414, 5415, 5416, 5417, 5420, 5421, 5422, 5423, 5424, 5425, 5426, 5429, 5430, 5434, 5435, 5436, 5438, 5439, 5440, 5441, 5442, 5445, 5446, 5447, 5448, 5458, 5624, 5630, 5631, 5634, 5923 személyvonat, Gemenc InterRégió, Sugovica expresszvonat |
| 3                                         | 1                                         | 5                                         | ∫                                         | Szekszárd, Kórház                         | 31                                        | 3                                         | ∫                                         | 6, 6B, 9, 9A, 12, 13, 14, 16, 17, 19 1131, 1731 5410, 5411, 5412, 5413, 5414, 5416, 5417, 5424, 5425, 5426, 5428, 5429, 5439 |
| 4                                         | 2                                         | 6                                         | ∫                                         | Szekszárd, Csatári torok                  | 30                                        | ∫                                         | ∫                                         | 12, 14 5410, 5411, 5412, 5413, 5414, 5416, 5417, 5424, 5425, 5426, 5439 |
| 5                                         | 3                                         | 7                                         | ∫                                         | Szekszárd, szőlőhegy                      | ∫                                         | ∫                                         | ∫                                         | 6, 16 5410, 5411, 5412, 5413, 5414, 5416, 5417, 5424, 5425, 5426, 5428, 5432, 5439 |
| 6                                         | ∫                                         | 8                                         | ∫                                         | Szálkai elágazás                          | ∫                                         | ∫                                         | ∫                                         | 5410, 5411, 5412, 5413, 5414, 5416, 5417, 5424, 5425, 5426, 5432, 5439 |
| 7                                         | ∫                                         | 9                                         | ∫                                         | Decs, decsi szőlőhegy bejárati út         | ∫                                         | ∫                                         | ∫                                         | 5410, 5411, 5412, 5413, 5414, 5416, 5417, 5424, 5425, 5439 |
| 8                                         | ∫                                         | 10                                        | ∫                                         | Várdomb, orvosi rendelő                   | ∫                                         | ∫                                         | ∫                                         | 5410, 5411, 5412, 5413, 5414, 5416, 5417, 5424, 5425, 5439 |
| 9                                         | 4                                         | 11                                        | 3                                         | Várdomb, kultúrotthon                     | 29                                        | ∫                                         | ∫                                         | 1131, 1731 5410, 5411, 5412, 5413, 5414, 5416, 5417, 5424, 5425, 5439 |
| 10                                        | 5                                         | 12                                        | ∫                                         | Bátaszék, bajai útelágazás                | ∫                                         | ∫                                         | ∫                                         | 2 1131, 1504, 1731 5410, 5411, 5412, 5413, 5415, 5416, 5424, 5425, 5439, 5475, 5650, 5805, 5924 |
| 11                                        | 6                                         | 13                                        | 4                                         | Bátaszék, autóbusz-váróterem              | 28                                        | ∫                                         | ∫                                         | 2 1131, 1504, 1731 5410, 5411, 5412, 5413, 5415, 5424, 5425, 5439, 5475, 5650, 5805, 5924 |
| 12                                        | 7                                         | 14                                        | ∫                                         | Bátaszék, bajai útelágazás                | ∫                                         | ∫                                         | ∫                                         | 2 1131, 1504, 1731 5410, 5411, 5412, 5413, 5415, 5416, 5424, 5425, 5439, 5475, 5650, 5805, 5924 |
| 13                                        | 8                                         | 15                                        | 5                                         | Alsónyék, autóbusz-váróterem              | 27                                        | ∫                                         | ∫                                         | 1504, 1560, 1731 5410, 5439, 5475, 5650 személyvonat, Gemenc InterRégió |
| 14                                        | 9                                         | 16                                        | 6                                         | Pörböly, autóbusz-váróterem               | 26                                        | ∫                                         | ∫                                         | 1504, 1560, 1731 5410, 5439, 5475, 5650 |
| 15                                        | 10                                        | 17                                        | 7                                         | Baja, autóbusz-állomás végállomás         | 25                                        | 2                                         | 3                                         | 1, 2, 3, 4, 5, 7, 9 1110, 1113, 1123, 1130, 1486, 1503, 1504, 1506, 1524, 1535, 1560, 1577, 1731 5035, 5042, 5219, 5226, 5289, 5310, 5311, 5312, 5314, 5315, 5316, 5320, 5321, 5323, 5324, 5325, 5326, 5327, 5328, 5329, 5330, 5331, 5332, 5335, 5336, 5337, 5338, 5339, 5358, 5410, 5439, 5475, 5650 |
| 16                                        | ∫                                         | 18                                        | ∫                                         | Csávoly, autóbusz-váróterem               | 24                                        | ∫                                         | ∫                                         | 1113, 1123, 1504, 1506, 1577 5035, 5042, 5289, 5320, 5321, 5323, 5324, 5327, 5328 |
| 17                                        | ∫                                         | ∫                                         | ∫                                         | Felsőszentiván, szélmalom                 | 23                                        | ∫                                         | ∫                                         | 5320, 5321, 5323, 5324, 5327, 5328 |
| 18                                        | ∫                                         | 19                                        | ∫                                         | Felsőszentiván, autóbusz-váróterem        | 22                                        | ∫                                         | ∫                                         | 1113, 1123, 1504, 1506 5035, 5042, 5289, 5320, 5321, 5323, 5324, 5327, 5328 |
| 19                                        | ∫                                         | 20                                        | ∫                                         | Tataháza, autóbusz-váróterem              | 21                                        | ∫                                         | ∫                                         | 1113, 1123, 1504, 1506 5035, 5042, 5216, 5289, 5292, 5304, 5320, 5324, 5325, 5327, 5329 |
| 20                                        | ∫                                         | ∫                                         | 8                                         | Mélykút, ipartelep                        | 20                                        | ∫                                         | ∫                                         | 5035, 5216, 5289, 5292, 5320, 5324 |
| 21                                        | ∫                                         | 21                                        | ∫                                         | Mélykút, autóbusz-váróterem               | 19                                        | 1                                         | 2                                         | 1486, 1503, 1504, 1506 5035, 5216, 5287, 5289, 5292, 5306, 5320, 5323, 5324, 5328, 5329 |
| 22                                        | ∫                                         | ∫                                         | ∫                                         | Mélykút, Öregmajor                        | 18                                        | ∫                                         | ∫                                         | 5035, 5292, 5306, 5323, 5324, 5328, 5329 |
| 23                                        | ∫                                         | 22                                        | ∫                                         | Kisszállás, bejárati út                   | ∫                                         | ∫                                         | ∫                                         | 1486, 1504, 1506 5035, 5221, 5284, 5285, 5292, 5306 |
| 24                                        | ∫                                         | ∫                                         | ∫                                         | Kisszállás, autóbusz-váróterem            | 17                                        | ∫                                         | ∫                                         | 5035, 5221, 5284, 5285, 5292, 5306, 5324, 5328, 5329 |
| 25                                        | ∫                                         | 22                                        | ∫                                         | Kisszállás, bejárati út                   | ∫                                         | ∫                                         | ∫                                         | 1486, 1504, 1506 5035, 5221, 5284, 5285, 5292, 5306 |
| 26                                        | ∫                                         | ∫                                         | ∫                                         | Kisszállás, körforgalom                   | 16                                        | ∫                                         | ∫                                         | 5035, 5221, 5284, 5285, 5292, 5328, 5329 |
| 27                                        | ∫                                         | ∫                                         | ∫                                         | Négyestelep                               | 15                                        | ∫                                         | ∫                                         | 5035, 5328, 5329 |
| 28                                        | ∫                                         | ∫                                         | ∫                                         | Öttömös, Bodó kovács                      | 14                                        | ∫                                         | ∫                                         | 5035, 5328, 5329 |
| 29                                        | ∫                                         | ∫                                         | ∫                                         | Öttömös, Dobó-tanya                       | 13                                        | ∫                                         | ∫                                         | 5035, 5042, 5043, 5045, 5284, 5322, 5328, 5329 |
| 30                                        | ∫                                         | ∫                                         | ∫                                         | Öttömös, László tanya                     | 12                                        | ∫                                         | ∫                                         | 5035, 5042, 5328, 5329 |
| 31                                        | ∫                                         | ∫                                         | ∫                                         | Ásotthalom, csorvai elágazás              | 11                                        | ∫                                         | ∫                                         | 5035, 5042, 5328, 5329 |
| 32                                        | ∫                                         | ∫                                         | ∫                                         | Ásotthalom, Szíkelt út                    | 10                                        | ∫                                         | ∫                                         | 5035, 5042, 5328, 5329 |
| 33                                        | ∫                                         | ∫                                         | ∫                                         | Ásotthalom, Átokházi tanyák               | 9                                         | ∫                                         | ∫                                         | 5035, 5042, 5328, 5329 |
| 34                                        | ∫                                         | ∫                                         | ∫                                         | Ásotthalom, Kószó-tanya                   | 8                                         | ∫                                         | ∫                                         | 5035, 5042, 5328, 5329 |
| 35                                        | ∫                                         | ∫                                         | ∫                                         | Ásotthalom, elágazás                      | 7                                         | ∫                                         | ∫                                         | 5034, 5035, 5040, 5042, 5284, 5328, 5329 |
| 36                                        | ∫                                         | ∫                                         | 9                                         | Mórahalom, autóbusz-állomás               | 6                                         | ∫                                         | 1                                         | 1486, 1503, 1504, 1506 5031, 5032, 5033, 5034, 5035, 5040, 5042, 5044, 5045, 5328, 5329 |
| 37                                        | ∫                                         | ∫                                         | ∫                                         | Domaszék, bejárati út                     | 5                                         | ∫                                         | ∫                                         | 5032, 5033, 5034, 5035, 5040, 5041, 5042, 5044, 5284, 5328, 5329 |
| 38                                        | ∫                                         | ∫                                         | ∫                                         | Szeged, Bajai út                          | 4                                         | ∫                                         | ∫                                         | 36 5032, 5033, 5035, 5040, 5042, 5328, 5329 |
| 39                                        | ∫                                         | ∫                                         | ∫                                         | Szeged, Vadaspark                         | 3                                         | ∫                                         | ∫                                         | 3, 3F 36, 90F 5032, 5033, 5035, 5040, 5042, 5328, 5329 |
| 40                                        | ∫                                         | ∫                                         | ∫                                         | Szeged, II. Kórház                        | 2                                         | ∫                                         | ∫                                         | 3, 3F 36, 90 5032, 5033, 5035, 5040, 5042, 5328, 5329 |
| 41                                        | ∫                                         | ∫                                         | ∫                                         | Szeged, Kálvária sugárút                  | 1                                         | ∫                                         | ∫                                         | 3, 3F 21, 36, 76, 77 5030, 5031, 5032, 5033, 5035, 5040, 5042, 5328 |
| ∫                                         | ∫                                         | ∫                                         | 10                                        | Szeged, Rókus vasútállomás bejárati út    | ∫                                         | ∫                                         | ∫                                         | 7F, 64, 67, 67Y, 71, 72, 75, 78, 78A, 79H, 90H 1486, 1503, 1504, 1517 5032, 5033, 5034, 5035, 5040, 5041, 5042, 5043, 5044, 5045, 5046, 5047, 5049, 5050, 5054, 5055, 5056, 5058, 5059, 5060, 5061, 5062, 5063, 5064, 5066, 5070, 5071, 5075, 5112, 5369 személyvonat, tram-train |
| 42                                        | 11                                        | 23                                        | 11                                        | Szeged, autóbusz-állomás végállomás       | 0                                         | 0                                         | 0                                         | 5, 6, 9, 19 7F, 21, 60, 60Y, 64, 67, 67Y, 70, 71, 71A, 72, 72A, 73, 73Y, 74, 74A, 74Y, 75, 76, 76Y, 77, 77A, 77Y, 78, 78A, 79H 1374, 1375, 1441, 1486, 1503, 1504, 1506, 1507, 1510, 1512, 1513, 1515, 1516, 1517, 1518 4990, 5000, 5001, 5002, 5003, 5004, 5005, 5007, 5010, 5011, 5012, 5013, 5015, 5016, 5019, 5020, 5021, 5022, 5023, 5024, 5025, 5030, 5031, 5032, 5033, 5034, 5035, 5040, 5041, 5042, 5043, 5044, 5045, 5046, 5047, 5049, 5050, 5054, 5055, 5056, 5058, 5059, 5060, 5061, 5062, 5063, 5064, 5066, 5070, 5071, 5075, 5076, 5109, 5112, 5160, 5188, 5189, 5190, 5329, 5362, 5369 |